# Brachyotum angustifolium
Brachyotum angustifolium är en tvåhjärtbladig växtart som beskrevs av John Julius Wurdack. Brachyotum angustifolium ingår i släktet Brachyotum och familjen Melastomataceae. Inga underarter finns listade i Catalogue of Life.